# Pardosa nesiotis
Pardosa nesiotis là một loài nhện trong họ Lycosidae.
Loài này thuộc chi Pardosa. Pardosa nesiotis được Tord Tamerlan Teodor Thorell miêu tả năm 1878.